# Volta a Liège
A Volta da província de Liège é uma corrida de ciclismo por etapas belga criada em 1962 e disputada ao mês de julho na província de Liège.

## Palmarés
| Ano  | Ganhador              | Segundo              | Terceiro              |
| ---- | --------------------- | -------------------- | --------------------- |
| 1962 | Julien Stevens        | Jos Huysmans         | Georges Vandenberghe  |
| 1963 | Roger Swerts          | Roger Coopmans       | Herman Van Springel   |
| 1964 | Leopold Heuvelmans    | Jean Christiaens     | Alfons Heylen         |
| 1965 | Marcel Van Rooy       | Joseph Henikenne     | Guy Willem            |
| 1966 | Horst Ruster          | André Froidmont      | Marc Sohet            |
| 1967 | Henk Hiddinga         | Johnny Pieters       | Henri Frenay          |
| 1968 | Willy Van Uytsel      | Jozef Pauwels        | Raymond Vanstraelen   |
| 1969 | Jean-Claude Alary     | Hervé Vermeeren      | Marcel Grifnee        |
| 1970 | Marcel Sannen         | André Decano         | Theo Dockx            |
| 1971 | Jan Van De Wiele      | Raymond Vanstraelen  | Ludovic Noels         |
| 1972 | Miloš Hrazdíra        | Bedrick Smetana      | Jiří Mainuš           |
| 1973 | Alain Kaye            | Eddy Van Hoof        | Jos Gysemans          |
| 1974 | Henk Smits            | André Coppers        | Alain Kaye            |
| 1975 | Ferdi Van Den Elevada | Pol Verschuere       | Jo Maas               |
| 1976 | René Martens          | Eddy Copmans         | Martin Havik          |
| 1977 | Christian Dumont      | Jo Maas              | Johan van der Velde   |
| 1978 | Daniel Willems        | Paul Jesson          | Maarten de Vos        |
| 1979 | Guy Nulens            | Ronny Van Holen      | Philippe Bodier       |
| 1980 | Derek Hunt            | Luc De Smet          | Berry Zoontjens       |
| 1981 | Herman Winkel         | Johan Lambrechts     | Maarten de Vos        |
| 1982 | Tony De Ridder        | John de Crom         | Peter Harings         |
| 1983 | Rinus Ansems          | Victor Buisman       | Anjo van Loon         |
| 1984 | Jan Siemons           | Uwe Raab             | Bruno Vanweverenbergh |
| 1985 | Bjarne Riis           | Erik Breukink        | Michael Pape          |
| 1986 | Teu Zwirs             | Rob Kleinsman        | Peter De Clercq       |
| 1987 | Dirk Meier            | Roland Hennig        | Thomas Liese          |
| 1988 | Pierre Duin           | Jean-Luc Trevisiani  | Bart Leysen           |
| 1989 | Dirk Meier            | Raymond Meijs        | Patrick Lonay         |
| 1990 | Thomas Liese          | Olivier Ackermann    | Raymond Meijs         |
| 1991 | Raymond Meijs         | Fabrice Dejardin     | Gino Jansen           |
| 1992 | Allen Andersson       | Michel Lafis         | Denis Minet           |
| 1993 | Aart Vierhouten       | Marc Streel          | Marc Janssens         |
| 1994 | Koos Moerenhout       | Hans van Dijk        | Mario Aerts           |
| 1995 | Stig Guldbæk          | Steven Van Aken      | Peter Van Santvliet   |
| 1996 | Danny In 't Ven       | Daniele De Paoli     | Renaud Boxus          |
| 1997 | Matthé Pronk          | Marcel Duijn         | Nico Vuurens          |
| 1998 | Jurgen Van Roosbroeck | Davy Daniels         | John van den Akker    |
| 1999 | Danny In 't Ven       | Renaud Boxus         | Oliver Penney         |
| 2000 | Oliver Penney         | Thierry De Groote    | Andy Cappelle         |
| 2001 | Stijn Devolder        | David Galle          | Johan Coenen          |
| 2002 | Kevin De Weert        | Pieter Weening       | Philippe Gilbert      |
| 2003 | Johan Vansummeren     | Frederik Veuchelen   | Thomas Dekker         |
| 2004 | Darius Strole         | Grégory Habeaux      | Leonardo Duque        |
| 2005 | Jeroen Boelen         | Jelle van Groezen    | Robert Gesink         |
| 2006 | Kevin Seeldraeyers    | Geert Steurs         | Francis De Greef      |
| 2007 | Ivaïlo Gabrovski      | Ramūnas Navardauskas | Thomas De Gendt       |
| 2008 | Jan Bakelants         | Jelle Hanseeuw       | Thomas Vedel Kvist    |
| 2009 | Thomas Degand         | Bart De Clercq       | Brian Bulgaç          |
| 2010 | Gilles Devillers      | Sander Cordeel       | Arthur Vanoverberghe  |
| 2011 | Brian Bulgaç          | Clément Lhotellerie  | Tosh Van der Sande    |
| 2012 | Thomas Sprengers      | Walt De Winter       | Clément Lhotellerie   |
| 2013 | Tom David             | Frederik Backaert    | Jérôme Baugnies       |
| 2014 | Wout Van Aert         | Jimmy Janssens       | Gianni Vermeersch     |
| 2015 | Kenneth Van Rooy      | Rob Ruijgh           | Dimitri Peyskens      |
| 2016 | Kevin De Jonghe       | Gianni Comerciante   | Jimmy Janssens        |
| 2017 | Jimmy Janssens        | Laurens Sweeck       | Adam Toupalik         |
| 2018 | Michiel Dieleman      | Nicolas Cleppe       | Cédric Raymackers     |
| 2019 | Nicolas Cleppe        | Lennert Teugels      | Charlie Meredith      |